# Ninox rudolfi
La lechuza gavilana de sumba, nínox de Sumba, o nínox de Sumba grande (Ninox rudolfi) es una especie de búho en la familia Strigidae.
Es endémica de Sumba, Indonesia.

## Hábitat y estado de conservación
Sus hábitats naturales son los bosques secos tropicales o subtropicales y los bosques bajos húmedos.
Se encuentra amenazada por pérdida de hábitat.